# スコット・スペディング
スコット・スペディング（Scott Spedding、1986年5月4日 - ）は、フランスの元ラグビー選手。

## プロフィール
- 南アフリカ・クルーガーズドープ出身。
- ポジションはフルバック(FB)。
- 身長 188cm、体重 97kg
- U21南アフリカ代表に選ばれたことがある[1]。
- フランス代表通算キャップ数は23。
- ラグビーワールドカップ2015のフランス代表に選ばれた[2]。

## 略歴
シャークス、シャークス、CAブリーヴ、バイヨンヌを経て、2015年、ASMクレルモンに加入。 
2019年、現役を引退した。 